# Gösta Winbergh
Gösta Winbergh (Estocolmo, 30 de diciembre de 1943 - Viena, 18 de marzo de 2002) fue un tenor sueco, el más importante de su país con Jussi Björling y Nicolai Gedda.

## Biografía
Gösta Winbergh nació en una familia sin antecedentes musicales. Estudiaba ingeniería y cantaba en una banda de rock cuando escuchó su primera ópera en 1967. La experiencia le causó tal impresión que decidió convertirse en cantante de ópera inmediatamente. Ingresó al primer intento en la selecta Real Academia de Música de Estocolmo en el curso 1969-71. Debutó en Gotemburgo en 1971 y los años siguientes trabajó en la Opera Real de Estocolmo iniciando una importante carrera internacional. 
Conoció la fama como tenor mozartiano luego en óperas de Puccini y Verdi y en los últimos años como tenor lírico wagneriano y straussiano. Winbergh se hizo famoso por sus interpretaciones de las óperas Don Giovanni de Mozart, Lenski en Eugene Onegin, Lohengrin de Wagner, Rigoletto de Verdi y Turandot de Puccini.
Pocos años antes de su fallecimiento había incorporado roles como Don José en Carmen, El emperador en Die Frau ohne Schatten, Florestán en Fidelio, Baco en Ariadne auf Naxos y Parsifal de Wagner, en sus contratos nunca concretados lo esperaban Tristán e Isolda y Siegmund/Siegfried de El anillo del nibelungo.
Winbergh sufrió un infarto de miocardio mientras cantaba en la Wiener Staatsoper de Viena que le provocó la muerte. 
En su memoria se creó en Suecia el Premio Gösta Winbergh para jóvenes tenores.

## Discografía de referencia
- Donizetti: Don Pasquale / Muti
- Gluck: Iphigénie En Tauride / Riccardo Muti
- Mozart: Mitridate, Rè Di Ponto / Nikolaus Harnoncourt
- Mozart: Cosi Fan Tutte / Arnold Östman
- Mozart: Die Entführung Aus Dem Serail / Georg Solti
- Mozart: Don Giovanni / Herbert von Karajan
- Salieri: Axur re d'Ormus / Herbert von Karajan
- R.Strauss: Ariadne auf Naxos / Kent Nagano
- Wagner: Die Meistersinger Von Nurnberg / Bernard Haitink
- Wagner: Die Meistersinger Von Nürnberg / Deutsche Oper Berlin 1995